# William Sinclair (Adliger, † vor 1303)

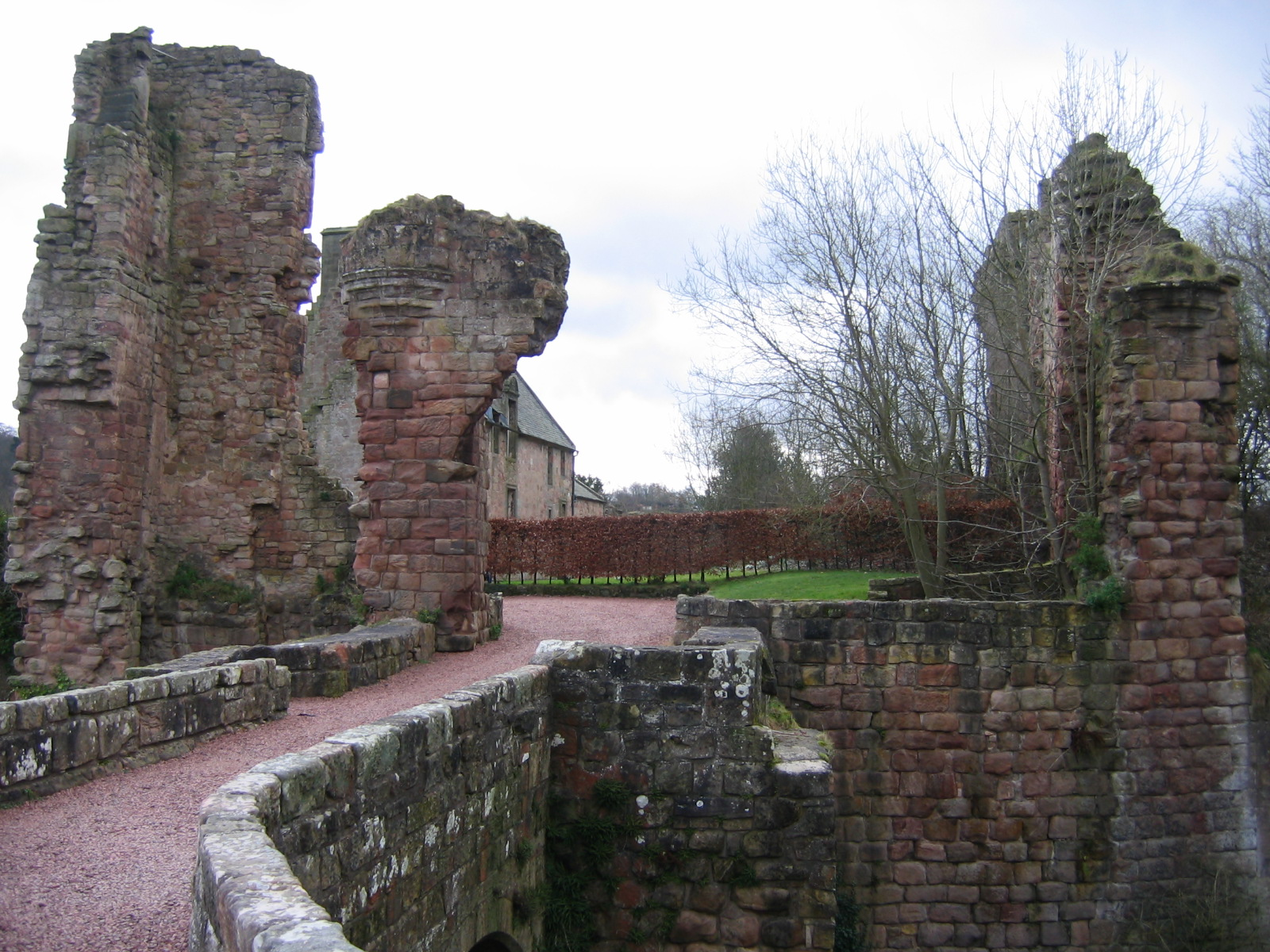
Die Ruine von Roslin Castle, dem Mittelpunkt von Sinclairs Baronie Roslin

Sir William Sinclair (auch de St Clair, † zwischen 1299 und 1303) war ein schottischer Adliger.

## Herkunft
William Sinclair entstammte der ursprünglich anglonormannischen Familie Sinclair. Er war ein Nachfahre von William de Sancto Claro, der während der Herrschaft von David I. die Baronie von Roslin als Lehen erhalten hatte. William Sinclairs gleichnamiger Vater William Sinclair starb um 1270. Entweder sein Vater oder bereits der jüngere William Sinclair hatte 1264 als Sheriff von Haddington und 1266 als Sheriff von Linlithgow und Edinburgh gedient.

## Enger Vertrauter von Alexander III.
1279 und 1281 wird der jüngere William Sinclair als Aufseher der Erziehung des Thronfolgers Alexander erwähnt. Nach dem Tod des Thronfolgers, des einzigen Sohnes des schottischen Königs Alexander III. 1284 nahm Sinclair an dem Treffen der schottischen Magnaten teil, während dem Margarete, die in Norwegen lebende Enkelin des Königs als Thronfolgerin anerkannt wurde. Sinclair war vermutlich einer der engsten Vertrauten des Königs. Kurz nach dem Ende dem Treffen der Magnaten reiste er zusammen mit zwei weiteren Gesandten nach Frankreich, um eine neue Frau für den verwitweten König zu finden. Ihre Wahl traf auf Yolande de Dreux, die Alexander III. wenig später heiratete. Der König übergab Sinclair nach der Rückkehr von der Heiratsmission die Verwaltung der wichtigen Burgen Edinburgh und Dumfries Castle.

## Unterstützung von John Balliol im Thronfolgestreit
Nachdem Alexander III. 1286 ohne männliche Nachkommen gestorben war, diente Sinclar den Guardians of Scotland als Sheriff von Dumfries und als Justiciar von Galloway. Er nahm am Parlament von Birgham 1290 teil, während dem die Heirat der Thronfolgerin Margarete mit dem englischen Thronfolger Eduard beschlossen wurde. Nachdem Margarete jedoch im Oktober 1290 während der Überfahrt von Norwegen nach Schottland gestorben war, war der schottische Thron vakant und unter mehreren Thronanwärtern umstritten. Sinclair unterstützte den Thronanspruch von John Balliol. Er wurde von Balliol als Mitglied der Gerichtsversammlung benannt, die unter dem Vorsitz des englischen Königs Eduard I. über die Ansprüche der Thronanwärter entscheiden sollte. Zusammen mit zahlreichen anderen schottischen Adligen schwor Sinclair dem englischen König am 13. Juni 1291 die Treue. Er nahm an allen wichtigen Sitzungen der Gerichtsversammlung, der sogenannten Great Cause teil und prüfte für Balliol Urkunden der anderen Anwärter. Als der Thron schließlich Balliol zugesprochen wurde, bezeugte Sinclair den Treueschwur, den der neue schottische König dem englischen König als Oberherrn am 20. November 1292 leistete. Balliol dankte ihm für seine Unterstützung mit der Übergabe von Landbesitz, aus dem Sinclair 100 Mark jährliche Einkünfte hatte. Dennoch gehörte Sinclair zu den Baronen, die während eines Parlaments in Stirling 1295 faktisch die Macht anstelle des Königs übernahmen. Vermutlich gehörte er auch dem  vom Parlament bestimmten zwölfköpfigen Regierungsrat an.

## Rolle im Krieg mit England
Als es 1296 zum Krieg mit England kam, geriet Sinclair mit zahlreichen anderen schottischen Magnaten in der Schlacht bei Dunbar in englische Gefangenschaft. Er wurde in Gloucester Castle inhaftiert. Offenbar weigerte sich Sinclair, dem englischen König als Oberherrn von Schottland die Treue zu schwören, so dass er in Gefangenschaft blieb. Offenbar konnte er aber vor 1302 flüchten, denn der 1302 verstorbene Walter Beauchamp wurde postum begnadigt, weil er die Flucht Sinclairs nicht verhindert hatte. Sinclairs weiteres Schicksal ist jedoch unbekannt, so dass er wahrscheinlich zwischen 1300 und 1303 gestorben war. 

## Ehe und Nachkommen
Sinclair soll Agnes, einer Tochter von Patrick Dunbar, 6. Earl of Dunbar geheiratet haben. Dies gilt aber als unwahrscheinlich, weil eine Amicia als seine Witwe erwähnt wird. Wahrscheinlich mit ihr hatte Sinclair mindestens drei Söhne und eine Tochter:
- Henry Sinclair († um 1330);
- William Sinclair († 1337);
- Gregory Sinclair;
- Annabel Sinclair.